# Broken Keys
Broken Keys es una película dramática libanesa de 2021 dirigida por Jimmy Keyrouz. Fue seleccionada como la entrada libanesa a la Mejor película Internacional en 93.ª edición de los Premios Óscar, pero no fue nominada. La película estaba programada para estrenarse en el Festival de Cine de Cannes 2020, antes de que se cancelara el evento. La película se estrenó en el Festival Internacional de Cine de Jeonju en mayo de 2021.

## Sinopsis
Un pianista trata de escapar de la persecución a la que es sometido en su ciudad de Oriente Medio donde la música y las modernas maneras de vivir han sido prohibidas por líderes extremistas.

## Reparto
- Sara Abi Kanaan como Maya
- Adel Karam como Tarek
- Tarek Yaacoub como Karim